# Sad Eyes
"Sad Eyes" é um single do cantor estadunidense Robert John, lançado em abril de 1979. Composta pelo próprio Robert John, a música foi produzida por George Tobin em associação com Mike Piccirillo

## Informações
"Sad Eyes" estreou na parada Billboard Hot 100 em maio de 1979 e chegou ao primeiro lugar em outubro do mesmo ano. É considerada uma das principais músicas "não-disco" (ou influenciadas pelo estilo) a liderar as paradas de música pop de 1979, além de ter desbancado My Sharona, do grupo The Knack, que ocupava a primeira posição durante 6 semanas.

## Faixas
| "Robert John" Single 1. "Sad Eyes" — 4:12 2. "Am I Ever Gonna Hold You Again" — 3:30 |

## Desempenho em tabelas musicais
| Tabelas (1979)                  | Posição |
| ------------------------------- | ------- |
| US Billboard Hot 100            | 1       |
| US Billboard Adult Contemporary | 10      |
| UK Singles Chart                | 31      |
| Australia KMR                   | 9       |
| Canadian CRIA Singles           | 2       |
| Canadian RPM Top Tracks         | 3       |
| Canadian RPM Adult Contemporary | 10      |

### Paradas de final de ano
| Tabelas (1979)          | Posição |
| ----------------------- | ------- |
| Australia               | 68      |
| Canadian RPM Top Tracks | 14      |
| US Billboard Hot 100    | 10      |

## Outras versões
Em 1989 o grupo de música country Trader-Price fez um cover de Sad Eyes em 1989, chegando ao 55º lugar na parada Hot Country Singles da Billboard. Kyle Vincent e Robin Lee também fizeram suas versões da música.

## Ligações
- "Sad Eyes" - AllMusic